# Wilhelm Kamlah
Wilhelm Kamlah (Neugattersleben, 3 settembre 1905 – Erlangen, 24 settembre 1976) è stato un filosofo tedesco di formazione scolastica.

## Biografia
Kamlah crebbe a Harsleben, vicino a Halberstadt, dove frequentò il liceo classico.  Dal 1924 al 1930 studiò musicologia, storia, filosofia e teologia a Marburgo, Tubinga, Heidelberg e Gottinga, avendo fra i propri docenti Rudolf Bultmann e Martin Heidegger. Nel 1931 conseguì il dottorato a Gottinga sotto la supervisione dello storico Percy Ernst Schramm, discutendo una dissertazione sui commenti medievali all'Apocalisse di San Giovanni. Nel 1932 divenne assistente universitario presso l'Istituto storico di Gottinga. Nel 1934 gli fu vietato di lavorare per motivi politici ("parenti ebrei").
Dopo esser rimasto gravemente ferito nel corso della Seconda guerra mondiale, al termine del conflitto riprese a lavorare come docente privato di filosofia a Gottinga e - con il supporto di Werner Heisenberg e Carl Friedrich von Weizsäcker- riuscì a completare la sua abilitazione all'insegnamento universitario. Dal 1951 insegnò come professore associato all'Università tecnica di Hannover, dove incontrò per la prima volta il matematico e logico Paul Lorenzen. Nel 1954 fu nominato professore di filosofia all'Università Friedrich-Alexander di Erlangen, dove lavorò fino al '70 e, insieme a Paul Lorenzen, anch'egli nominato lì su sua iniziativa nel '64, fondò la Scuola filosofica di Erlangen, nota anche come scuola del costruttivismo metodico.
Nell'arco della sua carriera professionale passò dalle indagini sulla teologia medievale alla filosofia, delineando un'antropologia filosofica che emergeva lungo le discussioni con Arnold Gehlen e Martin Heidegger. Si occupò anche di logica, critica del linguaggio, filosofia della scienza e della nascita del pensiero moderno.
In ambito musicale, fu attivo nel "Sing-Bewegung" e nel 1926 fondò il Circolo Heinrich Schütz. Il suo lavoro promozionale codusse a diverse nuove edizioni di opere di Heinrich Schütz , che Kamlah aveva pubblicato con la casa editrice Bärenreiter-Verlag a partire dal 1928 (musica corale spirituale, Passione secondo Luca e Giovanni). Nel 1933/34 diresse la società corale studentesca Georgia Augusta di Gottinga. Nel 1946 vi fondò il Coro a cappella accademico e, infine, nel 1958 il Collegium cantorum a Erlangen.
Nel suo scritto Meditatio mortis (del 1976), Wilhelm Kamlah prese posizione a favore del suicidio, che eseguì su di sé nello stesso anno. Fu sepolto nel cimitero di Neustadt a Erlangen. Il suo patrimonio si trova nell'archivio filosofico dell'Università di Costanza.
Joseph Ratzinger fu un lettore di Kamlah. Una sua tesi è che il Cristianesimo è «la sintesi mediata in Gesù Cristo tra la fede di Israele e lo spirito greco»:  Ratzinger si rifà allo scritto di Kamlah intitolato Christentum und Geschichtlichkeit  (Cristianesimo e storicità del 1951). Questo scritto rappresenta la seconda edizione modificata della tesi di abilitazione di Kamlah, pubblicata nel 1940 , in cui Kamlah vide il cristianesimo e la storicità come due opposti.
Tra gli studenti di Kamlah si ricordano filosofi come Peter Janich, Kuno Lorenz, Jürgen Mittelstrass e Christian Thiel.